# Kovács István (színművész, 1944)
Kovács István (Budapest, 1944. május 7. –) Jászai Mari-díjas magyar színész, rendező, a Halhatatlanok Társulatának örökös tagja.

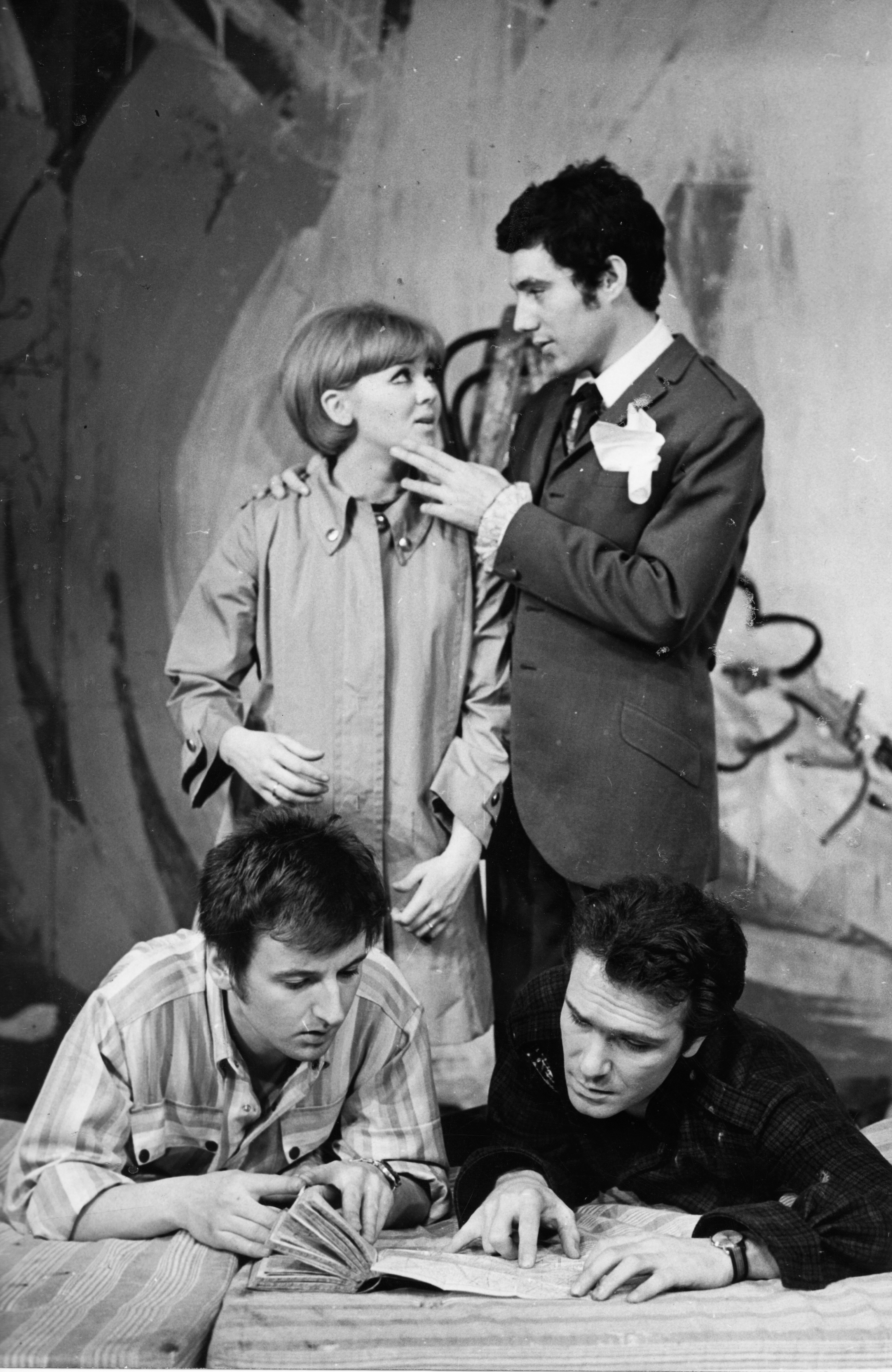
Halász Judit, Kovács István, Tahi Tóth László és Tordy Géza a Trükk c. darab előadásán (Pesti Színház)

## Életpályája
1966-ban végzett a Színház- és Filmművészeti Főiskolán, Várkonyi Zoltán növendéke volt. Már főiskolás évei alatt, 1964-től játszott a Vígszínházban, melynek később tagja lett. 1981-től a József Attila Színházban, 1983-tól a Thália Színházban, illetve az Arizona Színházban játszott. Pályája kezdetétől romantikus hősöket, szerelmes-szerepeket alakít filmen és színpadon. Leghíresebb szerepei közé tartoznak az Egri csillagok Bornemissza Gergelye és a Kárpáthy Zoltán címszerepe.

## Családja
Kétszer nősült. Első házasságából született gyermekei: Kovács Zsófia (1974– ) és Kovács Dániel (1976– ). Másodszor kolléganőjét, Sajgál Erika (1964– ) színésznőt vette feleségül, aki Domonkos (1999– ) fiának az édesanyja, és a kisebbik fia az unokáival egyidős.

## Válogatás színházi szerepeiből
- Lorenzo Da Ponte: Figaró házassága (bemutató: 2018.07.27.) A gróf
- Szeretni bolondulásig Sajgál Erikaval közös estje[2] (bemutató: 2017)
- Domenico Cimarosa: A titkos házasság (bemutató: 2015.01.16.)
- Málnay Levente: A nagymama (bemutató: 2015.09.15.) Örkényi báró
- Brian Friel: Rejtett világ – Molly Sweeney története (bemutató: 2010.12.10.)
- Federico Fellini: Cabiria éjszakái (bemutató: 2010.09.24.)
- Fazekas Mihály: Lúdas Matyi (bemutató: 2009)
- Milan Kundera: Jakab és az ura (bemutató: 2009.10.16.) Úr
- Brian Clark: Mégis, kinek az élete? (bemutató: 2009.12.18.)
- Jean-Pierre Grédy: A kaktusz virága (bemutató: 2007.02.09.)
- Molnár Ferenc: Játék a kastélyban (bemutató: 2006.10.27.) Almády
- Örkény István: Macskajáték (bemutató: 2005.10.07.) Csermlényi Viktor
- Noël Coward: Vidám kíséret (bemutató: 2005.07.01.) Charles
- Molnár Ferenc: Olympia (bemutató: 2004.11.12.) Albert
- Csehov: Ványa bácsi (bemutató: 2003.05.16.) Szerebrjakov
- Molnár Ferenc: Doktor úr (bemutató: 2002.11.12.) Dr. Sárkány József
- Lorenzo Da Ponte: Don Giovanni (bemutató: 2001.09.16.)
- Joan Letraz: Tombol az erény (bemutató: 2001.09.01.) Armand
- Tamási Áron: Ördögölő Józsiás (Küszküpü)
- Hernádi Gyula: Csillagszóró (Smith)
- Bíró Lajos – Lengyel Menyhért: A cárnő (Gróf Cserni Alexej)

## Filmjei

### Játékfilmek
- A kőszívű ember fiai I-II. (1964)
- Szonett (1965)
- Sellő a pecsétgyűrűn (1965)
- Kárpáthy Zoltán (1966)
- Fügefalevél (1966)
- Fény a redőny mögött (1966)
- Fiúk a térről (1968)... Albert Zoltán
- Egri csillagok I-II. (1968)
- Hahó, Öcsi! (1971)
- Kapaszkodj a fellegekbe (1971)
- A magyar ugar (1973)
- Itt járt Mátyás király (1973)
- Az erőd (1979)... gróf Parravicini
- Magyar rapszódia (1979)... Komáry István gróf
- Allegro barbaro (1979)... Komáry István gróf
- A Pogány Madonna (1980)
- Akli Miklós (1986)
- Ezüst nitrát (1996)
- Séta (1999)... Kontler
- Pannon halom (1999)
- Sacra Corona (2001)... Béla király
- Amo mama öröksége (2002)
- Indiai cseresznye (2003)... Sir Gallagher
- A Szent Lőrinc folyó lazacai (2003)
- Karácsonyi mese (2009)... Father/Narrator
- Lehallgatás (2015)... Contractor
- The Man Who Was Thursday (2016)... The Pope
- Toldi (ifjúsági film) (2019)... önmaga

### Tévéfilmek
- Rab Ráby (1965)
- Közbejött apróság (1966)
- Az Aranykesztyű lovagjai (1968) tévésorozat, 5 epizód
- Nebáncsvirág (1969)
- Varga betű (1971)
- Bors (1972) tévésorozat, 1 epizód
- Ozorai példa (1974)
- Egy óra múlva itt vagyok… (1975) tévésorozat, 1 epizód
- Felelet (1975) tévésorozat, 2 epizód
- Különös mátkaság (1975)
- A halhatatlanság halála (1976)
- Az orchideák bolygója (1976).... Al
- Isten malmai (1976)
- Mesék az Ezeregyéjszakáról (1976)....Szindbád
- Abigél (1978)
- Küszöbök (1978)
- A párbaj (1980).... Morales őrnagy
- Családi kör (1980) tévésorozat, 1 epizód
- Tessék engem elrabolni (1980).... Péter bácsi
- Petőfi (1981) Tv Sorozat 2 epizód
- A nyomozás (1981)
- Mint oldott kéve (1983) tévésorozat, 3 epizód
- A nagy Romolus (1984)
- Különös házasság (1984) tévésorozat, 1 epizód
- Széchenyi napjai (1985) tévésorozat, 2 epizód
- A férj vadászik (1985)
- Nyolc évszak (1987) tévésorozat, 1 epizód
- Szomszédok (1987-1999) tévésorozat, 65 epizód
- Almási, avagy a másik gyilkos (1989)
- Privát kopó (1992) tévésorozat, 1 epizód
- Frici, a vállalkozó szellem (1993) tévésorozat, 3 epizód
- Stay Lucky (1993) tévésorozat, 2 epizód
- Istenszerelem (1993)
- Kisváros (1993–97) 2 epizód
- Szent Gellért legendája (1994)
- Patika (1995) tévésorozat, 1 epizód
- Francia lány (1995)
- Aranyoskáim (1996)
- A becsületes megtaláló (1996)
- Barátok közt (2005) tévésorozat
- Budapest angyala (2011) .... Eva Lang apja
- Cseppben az élet (2019)

## Díjai
- Bessenyei-díj (2016)
- Kazinczy-díj (2022)
- Örökös tag a Halhatatlanok Társulatában (2023)
- Jászai Mari-díj (2025)[3]

## CD-je
- Éltek itten nagyapák, Etnofon Records (1998)